# Przeszkoda (Mazovie)
Pour les articles homonymes, voir Przeszkoda.
Przeszkoda (prononciation : [pʂɛʂˈkɔda]) est un village polonais de la gmina de Żabia Wola dans le powiat de Grodzisk Mazowiecki de la voïvodie de Mazovie dans le centre-est de la Pologne.
Le village possède approximativement une population de 50 habitants en 2006.

## Histoire
De 1975 à 1998, le village appartenait administrativement à la voïvodie de Skierniewice.